# Loreto kommun, Zacatecas
Loreto är en kommun i Mexiko.   Den ligger i delstaten Zacatecas, i den centrala delen av landet, 400 km nordväst om huvudstaden Mexico City.
Följande samhällen finns i Loreto:
- Loreto
- Ejido Hidalgo
- Colonia Hidalgo
- Norias de Guadalupe
- Bimbaletes
- La Loma
- El Prieto
- Norias de San Miguel
- El Hinojo
- Linares
- Lomas del Paraíso
- El Socorro
- Norias de la Venta
- La Cascarona
- La Victoria
- La Florida
- La Soledad
- El Mastranto
- El Matorral
- Valle de San Francisco